# Hatzegopteryx thambema
L'atzegotterige o Hatzegopteryx (il cui nome significa "ala del bacino di Haţeg") è un genere estinto di pterosauro azdarchide vissuto nel Cretaceo superiore, circa 65 milioni di anni fa (Maastrichtiano), sull'Isola di Haţeg, oggi Hunedoara, Transilvania, Romania. Il genere è noto solo per la propria specie tipo, Hatzegopteryx thambema, nominata da Buffetaut et al. nel 2002, sulla base di parti del cranio e di un omero. Ulteriori esemplari, tra cui una vertebra del collo, sono stati ascritti al genere, che rappresenta uno dei più grandi e pesanti pterosauri mai vissuti, infatti è il volatile più pesante ad aver spiccato il volo nella storia, con una apertura alare stimata tra i 10 e i 12 metri (33-39 piedi).
Contrariamente a molti altri azhdarchidi giganti, l'Hatzegopteryx aveva un cranio largo e pneumatizzato, collegato a grandi muscoli; ossa dalla struttura interna spugnosa, anziché cave; e un collo corto ma robusto e muscoloso, che misurava fino a 1,5 metri (4 piedi e 11 pollici) di lunghezza, vale a dire che era circa la metà di quello di altri azhdarchidi con un'apertura alare paragonabile, che tuttavia era in grado di sopportare le forze di forti flessione. In assenza di grandi teropodi predatori, l'Hatzegopteryx rappresentava il superpredatore all'apice della catena alimentare dell'Isola di Haţeg alla fine del Cretaceo, nutrendosi di prede proporzionalmente più grandi, il che comprendeva titanosauri e iguanodonti nani.

## Descrizione

### Cranio
Il cranio dell'Hatzegopteryx era gigantesco, con una lunghezza stimata di 3 metri (9,8 piedi) sulla base di confronti con Nyctosaurus e Anhanguera, il che lo rende uno dei più grandi crani tra gli animali terrestri. Il cranio era ampliato nella parte posteriore, e largo fino 0,50 metri (1 piede e 8 pollici), nella parte posteriore. Mentre la maggior parte dei crani di pterosauro sono composti da ossa piatte e gracili, l'Hatzegopteryx aveva ossa del cranio forti e robuste, dotate di grandi creste che indicano un forte attaccamento muscolare.
Le massicce mascelle avevano un caratteristico solco nel punto di articolazione (visto anche in alcuni altri pterosauri, tra cui Pteranodon) che avrebbe consentito agli animali di raggiungere un'ampia apertura delle fauci. Alcuni resti inediti attribuiti ad Hatzegopteryx suggeriscono l'animale avesse un becco proporzionatamente breve ma profondo, il che lo accomunava con gli azhdarchidi dal "becco corto", piuttosto che con gli azhdarchidi dal "becco snello", come Quetzalcoatlus sp..

### Vertebre cervicali

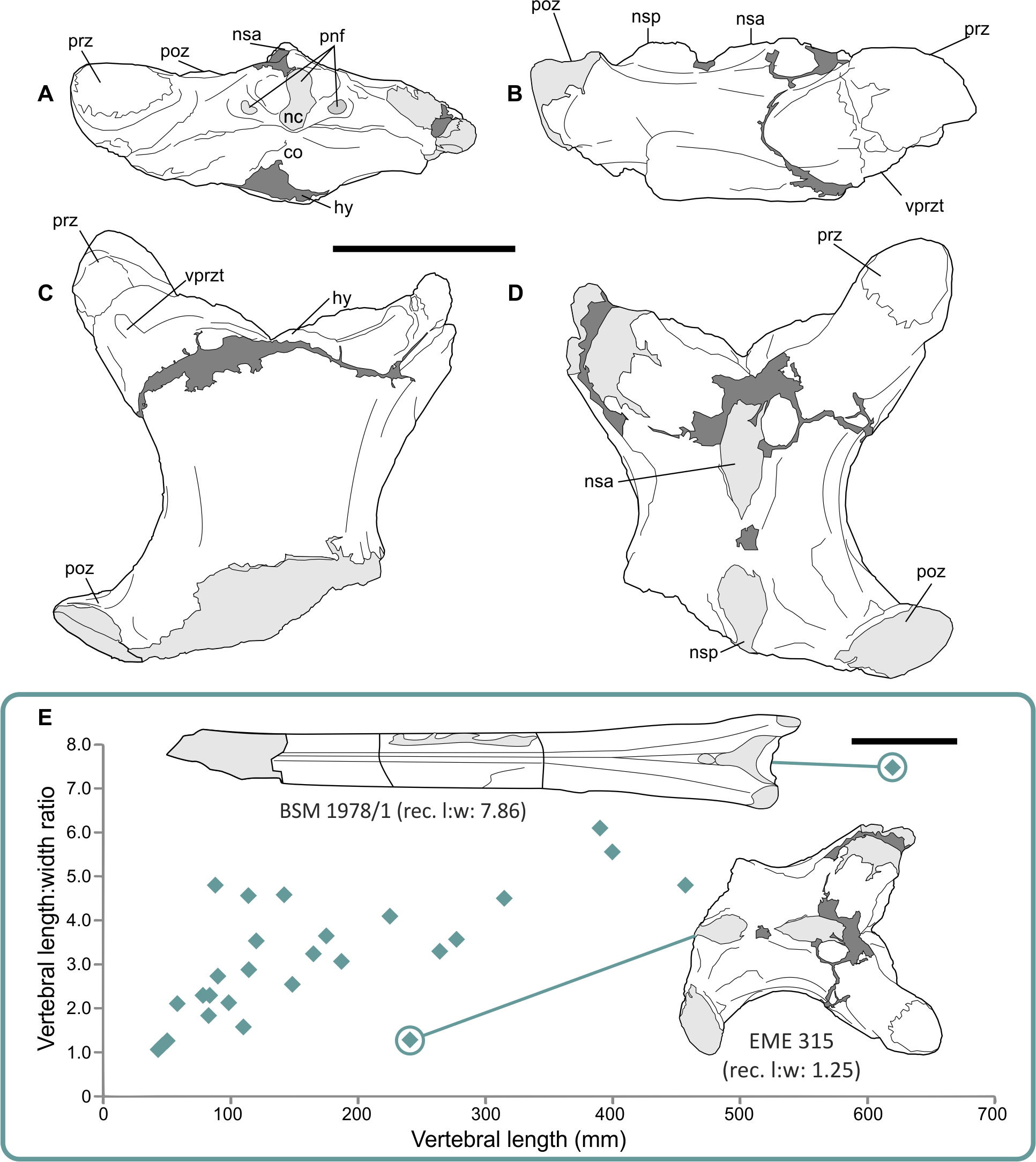
Settima vertebra cervicale di Hatzegopteryx

Le vertebre cervicali attribuite ad Hatzegopteryx erano corte e insolitamente robuste. Purtroppo si conosce una singola vertebra del collo, la cui parte conservata misurava 240 millimetri (9,4 pollici) di lunghezza, che in vita probabilmente misurava 300 millimetri (12 pollici). Gli pterosauri hanno nove vertebre cervicali; la cui regressione indica che dalla terza alla settima vertebra cervicale, esse misuravano collettivamente circa 1.508 metri (4 piedi e 11.4 pollici) di lunghezza, con la vertebra più lunga (la quinta) che misurava circa 400 mm (16 pollici) di lunghezza. Le stesse vertebre, nel genere dalle dimensioni simili Arambourgiania misuravano 2.652 metri (8 piedi e 8,4 pollici); questo indica che il collo dell'Hatzegopteryx era circa il 50-60% della lunghezza del collo prevista per un azhdarchide delle sue dimensioni.
La superficie inferiore della vertebra del collo era anche insolitamente spessa, con circa 4-6 millimetri (0.16-0.24 pollici) di spessore. Per la maggior parte degli altri azhdarchidi giganti, tra cui Arambourgiania, questa superficie è inferiore a 2,6 millimetri (0,10 pollici) di spessore. Sebbene la spina neurale della vertebra non è completamente conservata, la larghezza della porzione conservata suggerisce che era relativamente alta e robusta rispetto a quelli di altri pterosauri. Altri aspetti della vertebra si accomunano con la settima vertebra cervicale del più piccolo Azhdarcho: le prese di articolazione (cotili) sono molto meno profondi rispetto agli archi neurali, e sono quattro volte più ampi di come sono alti; è presente anche un processo sul fondo delle vertebre, noto come hypapophysis; i processi nella parte anteriore delle vertebre, gli prezygapophyses, vengono divaricati. Sebbene inizialmente identificata come la terza vertebra del collo, questi tratti supportano l'identificazione della vertebra come proveniente dalla parte posteriore del collo, più precisamente dalla settima vertebra.

### Dimensioni

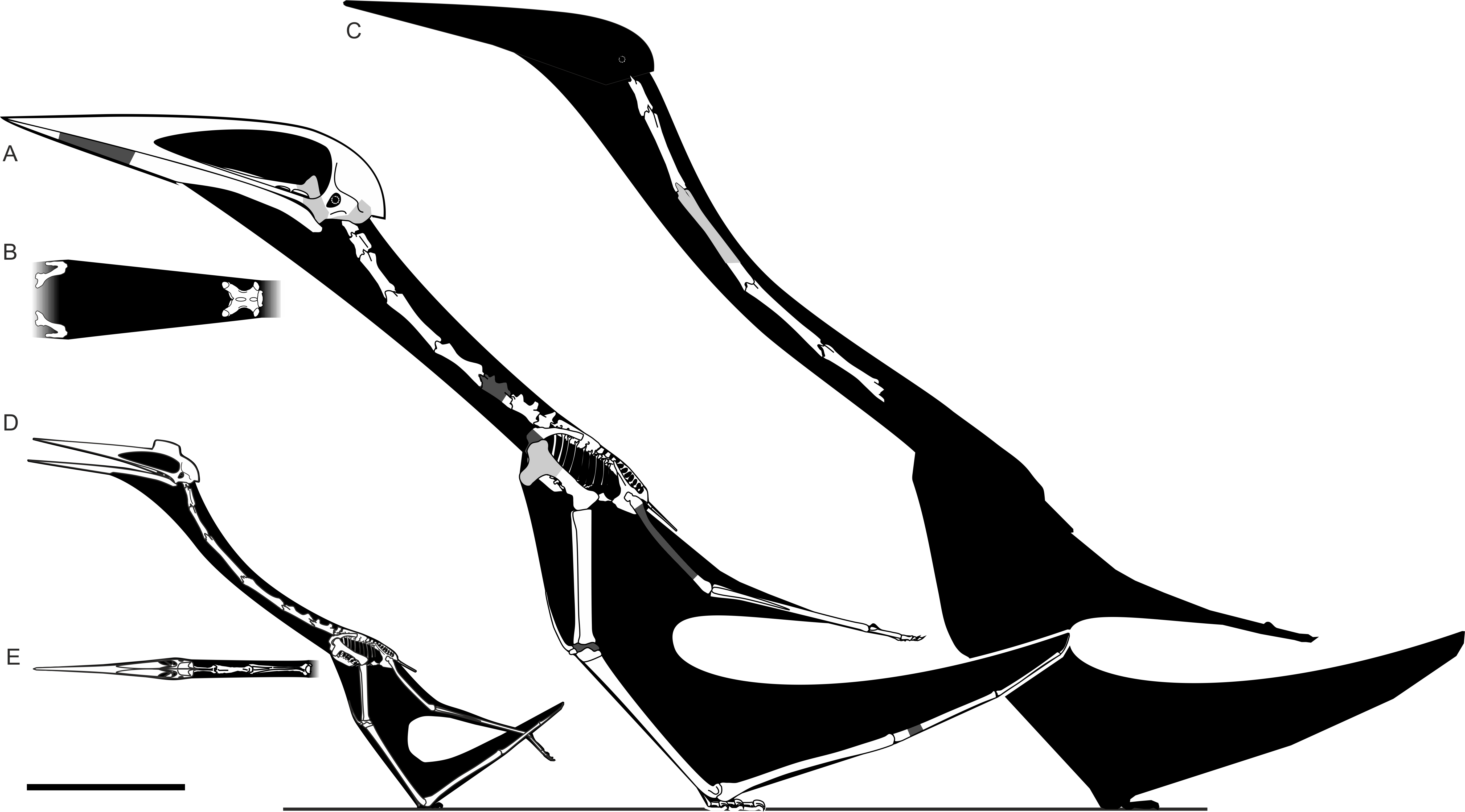
Dimensioni e scheletro di Hatzegopteryx (A-B, olotipo in grigio chiaro e altri elementi in grigio scuro) a confronto con Arambourgiania (C) e Quetzalcoatlus sp. (D-E)

La dimensione di Hatzegopteryx furono inizialmente stimate confrontando un frammento d'omero, lungo circa 236 mm (9,3 pollici), con l'omero di Quetzalcoatlus northropi, che ha un omero lungo circa 544 millimetri (21,4 pollici).
Osservando che il frammento d'omero di Hatzegopteryx rappresenta meno della metà dell'osso originale, Buffetaut et al. stabilirono che forse potrebbe essere stato "un po' più lungo" di quello di Quetzalcoatlus. L'apertura alare di quest'ultimo era stato stimata a 11-12 metri (36-39 piedi) nel 1981; stime precedenti avevano fortemente superato anche i 15-20 metri (49-66 piedi). Essi hanno concluso che una stima di 12 metri (39 piedi) di apertura alare, per Hatzegopteryx era conservativa, a condizione che il suo omero fosse più lungo di quello di Q. northropi. Nel 2010, Mark Witton e Michael Habib conclusero che l'apertura alare di Hatzegopteryx non era più grande di quella di Q. northropi. Pertanto oggi si opta per un'apertura alare di circa 10-11 metri (33-36 piedi).
È stato suggerito, sulla base della vertebra del grande e robusto collo, che l'intera colonna vertebrale dell'animale fosse ugualmente ampliata, aumentando così le dimensioni complessive. Tuttavia, questo non è probabilmente vero, poiché le vertebre del collo dei grandi pterodactyloidi, generalmente, tendono ad essere più ampie e più grandi rispetto al resto delle vertebre. Sebbene le stime sulle dimensioni degli pterosauri basate sulle sole vertebre non sono particolarmente affidabili, le dimensioni di questa vertebra è coerente con un animale con un'apertura alare di 10-12 metri (33-39 piedi).

## Storia della scoperta

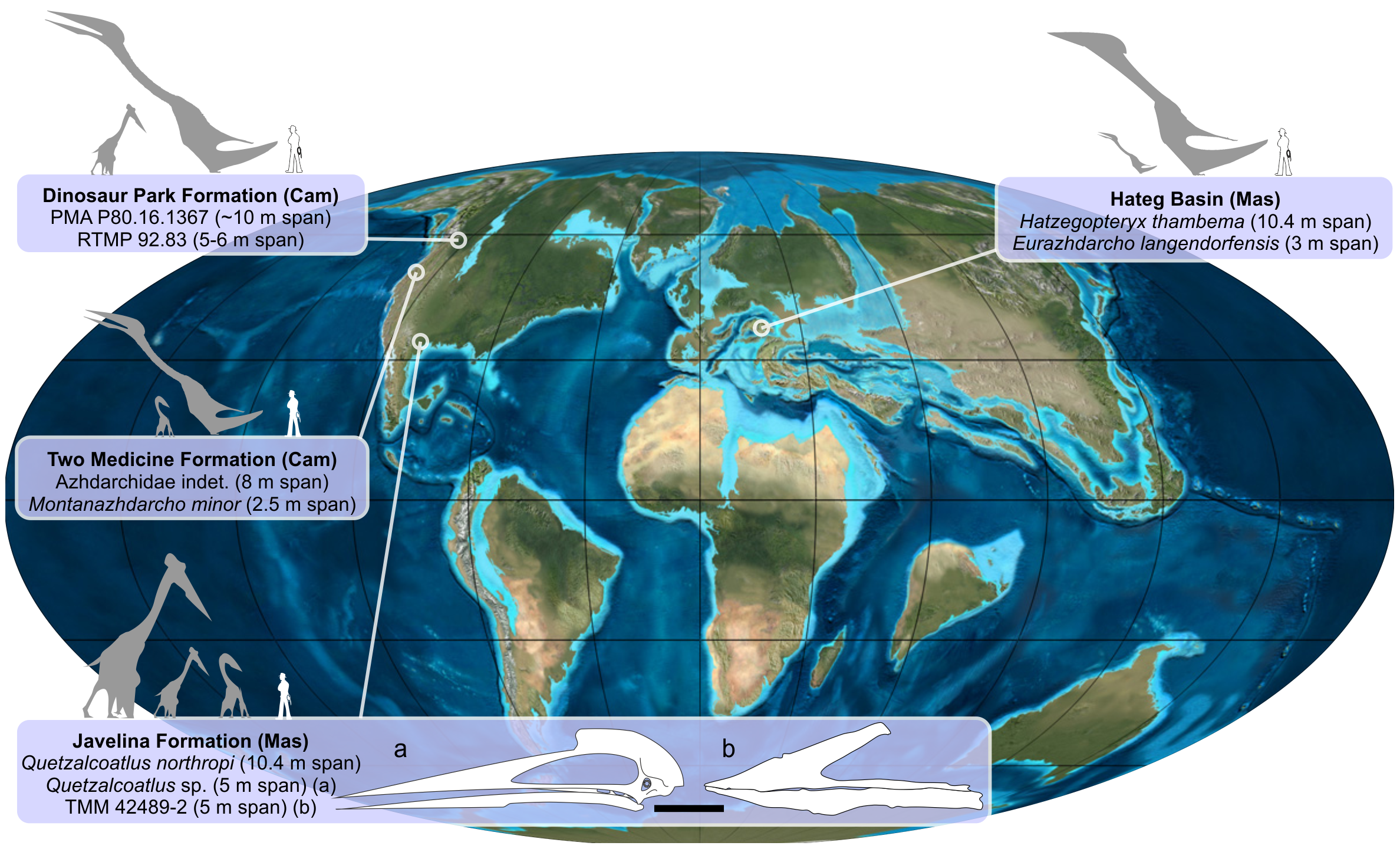
Distribuzione degli azhdarchidi giganti nel mondo. La recente scoperta di un nuovo genere di azhdarchide sull'Isola di Haţeg non è segnalata

I primi resti di Hatzegopteryx sono stati ritrovati nella parte superiore della Formazione Densuș Ciula di Vălioara, nel nordest del bacino di Haţeg, Transilvania, nella Romania occidentale, datata al Cretaceo superiore, circa 66 milioni di anni fa (Maastrichtiano). L'olotipo di Hatzegopteryx, FGGUB R 1083A, è costituito da due frammenti dalla parte posteriore del cranio e la parte prossimale dell'omero danneggiata sul lato sinistro. Uno di questi frammenti, vale a dire la regione occipitale, fu inizialmente attribuita ad un teropode, quando fu annunciata la sua scoperta, nel 1991. Un lungo tratto centrale del femore, lungo 38,5 centimetri (15,2 pollici), classificato come FGGUB R1625, è stato ritrovato nelle vicinanze dell'olotipo. L'esemplare FGGUB R1625, potrebbe appartenere ad un giovane Hatzegopteryx (ammesso che appartenga al genere), e aveva un'apertura alare di 5-6 metri (16-20 piedi). Un ulteriore esemplare segnalato dalla località è costituito da una mandibola, di un esemplare di grandi dimensioni.
I nuovi esemplari di Hatzegopteryx sono stati recuperati da altre località. Dalla località di Vadu, è stato ritrovato una scapulocoracoide, che probabilmente apparteneva ad un individuo con un'apertura alare di 4,5-5 metri (15-16 piedi). Dalla località di Râpa Roşie, della Formazione Sebeş, che è contemporanea e adiacente alla Formazione Densuş Ciula, è stata ritrovata un unico grande vertebra cervicale, il "campione RR" o EME 215. Anche se la mancanza di elementi sovrapposti impedisce di dare una classificazione più precisa, la vertebra appartiene sicuramente ad Hatzegopteryx, per la sua particolare struttura interna dell'osso, così come la mancanza di prove di un secondo azhdarchide gigante nella zona, che garantisce ad almeno un rinvio nella specie Hatzegopteryx sp.
Il genere è stato denominato nel 2002, dal paleontologo francese Eric Buffetaut e dai paleontologi rumeni Dan Grigorescu e Zoltan Csiki. Il genere contiene una singola specie, ossia Hatzegopteryx thambema. Il nome del genere, Hatzegopteryx, deriva da Hatzeg (o Haţeg), città della Transilvania, che nel Cretaceo superiore formava l'Isola di Haţeg, dove sono state trovate le ossa dell'animale, e dalla parola greca pteryx ossia "ala". Il nome specifico, thambema, deriva invece dal termine greco "mostro", in riferimento alle sue enormi dimensioni.

## Classificazione
Sono state notate numerose analogie tra l'omero di Hatzegopteryx e quello di Quetzalcoatlus; entrambi hanno una lunga e liscia cresta deltopettorale, e una testa omerale addensata. Questi erano inizialmente una base del rinvio da parte del taxon al clade degli Azhdarchidae, ma sono anche abbastanza simili per essere una base per la sinonimia tra Hatzegopteryx e Quetzalcoatlus. Tuttavia, questo è probabilmente dovuto alla natura relativamente non-diagnostica dell'omero degli azhdarchidi giganti, e la mancanza di una descrizione dettagliata degli elementi di Q. northropi. Tuttavia, l'anatomia del collo e della mascella di Hatzegopteryx è chiaramente distinto da quella del più piccolo Quetzalcoatlus sp., il che garantisce il mantenimento di Hatzegopteryx thambema come un taxon distinto da Quetzalcoatlus.
La vertebra cervicale di Hatzegopteryx sp., contiene una serie di caratteristiche che permettono un'identificazione definitiva con gli altri azhdarchidi. Il centrum è relativamente basso, gli zygapophyses sono grandi e appiattiti, e le porzioni conservate della colonna vertebrale neurale indicare che è bifido o diviso in due.
La scoperta di due vertebre cervicali ritrovate all'interno della Formazione Nemegt, Mongolia, morfologicamente simili a quelle dell'Hatzegopteryx, potrebbe rappresentare un sister taxon del genere. (Tsuihiji et al., 2017).

## Paleobiologia

### Struttura delle ossa
Mentre il cranio dell'Hatzegopteryx era insolitamente grande e robusto, le ossa delle ali erano paragonabili a quelle degli altri pterosauri, indicando che l'animale era ancora in grado di volare. Buffetaut et al. suggerirono che, per volare, il peso del cranio doveva essere ridotto in qualche modo. La riduzione di peso necessaria può essere compiuta dalla struttura interna delle ossa del cranio, che erano pieni di piccoli pozzi e avvallamenti (alveoli), lunghi fino a 10 millimetri (0,39 pollici), separati da una matrice di puntoni ossei sottili (trabecole). Le ossa delle ali hanno una struttura interna simile. Questa insolita costruzione differisce da quella degli altri pterosauri, ed è più simile alla struttura di polistirene espanso (utilizzato per la fabbricazione del polistirolo). Questo avrebbe reso il cranio robusto e indeformabile, ma anche leggero, permettendo all'animale di volare. Una struttura interna simile è osservabile anche nella vertebra cervicale.

### Biomeccanica del collo

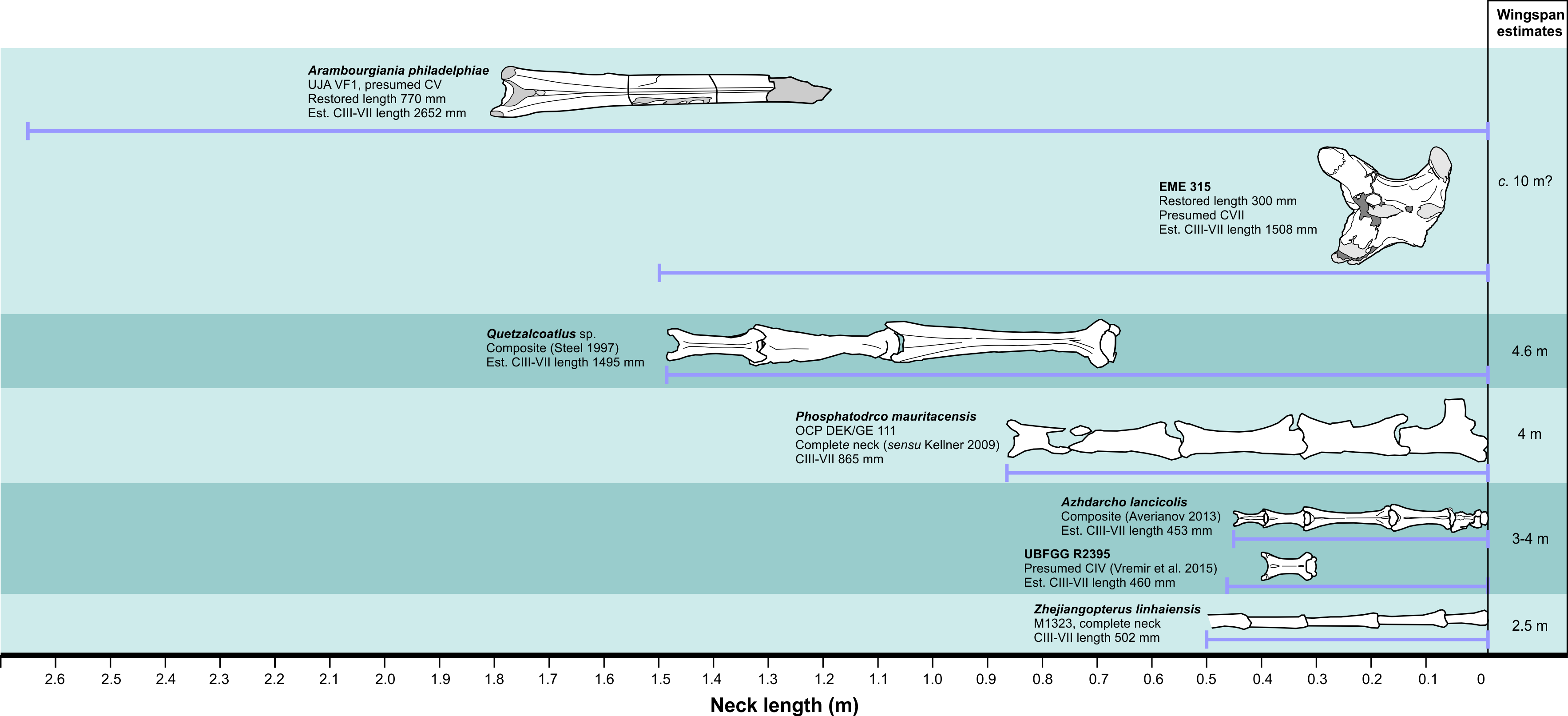
Vertebra cervicale di Hatzegopteryx (secondo dall'alto), a confronto con quello di altri azhdarchidi

Come conseguenza della robustezza delle vertebre cervicali, il collo di Hatzegopteryx era molto più forte di quello dell'Arambourgiania. Ciò può essere quantificato utilizzando forza relativa, che è la forza di insufficienza del midollo di una vertebra diviso per il peso corporeo dello pterosauro a cui appartiene, che arriva a 180-250 kg (400-550 lb) sia per Arambourgiania sia per Hatzegopteryx. Mentre le vertebre cervicali di Arambourgiania avrebbero retto solo circa la metà del suo peso corporeo, le vertebre cervicali posteriori di Hatzegopteryx potevano resistere a circa cinque-dieci volte il peso corporeo dell'animale, a seconda del carico dell'osso. Ipoteticamente, anche le vertebre cervicali anteriori di Hatzegopteryx sarebbero state in grado di sopportare da quattro a sette volte il suo peso corporeo.
È interessante notare che, anche se il centrum di Hatzegopteryx è molto più robusto di quello di Arambourgiania, i loro rapporti di raggio osso e di spessore osseo (R/t) sono più o meno gli stessi (9,45 per Hatzegopteryx e 9,9 per Arambourgiania). Questo può rappresentare un compromesso tra l'aumento della resistenza alle flessioni e alle forze di deformazione; elevati i rapporti di R/T portano ad una migliore resistenza alla flessione, ma ad una più debole instabilità della forza. Per compensare ciò, Hatzegopteryx mostra un certo numero di adattamenti per migliorare la forza di deformazione, cioè distintive strutture interne delle ossa e delle grandi articolazioni articolari delle vertebre, l'ultimo delle quali aiuta a distribuire lo stress.
Al fine di sostenere la robusta testa, il collo di Hatzegopteryx era probabilmente fortemente muscoloso. Sulle ossa occipitali, le linee nucali, che servono come allegati muscolari, sono molto ben sviluppati e portano le cicatrici di primo piano. Questi probabilmente supportavano i muscoli trasversospinali, che li aiutavano nell'estensione e flessione della testa e del collo. Allo stesso modo, il processo di opisthotico, le spine neurali e il zygapophyses sembrano essere grandi e robusti (in quanto quest'ultimo presentava numerosi pozzi e bordi che probabilmente rappresentano cicatrici muscolari), e le tuberosità basioccipitali erano lunghe; tutte queste caratteristiche servivano come punti di attacco per i vari muscoli della testa e del collo. Anche se non del tutto muscoloso, il collo di Arambourgiania, probabilmente non era spesso e forte come quello di Hatzegopteryx.

## Paleoecologia

### Predazione

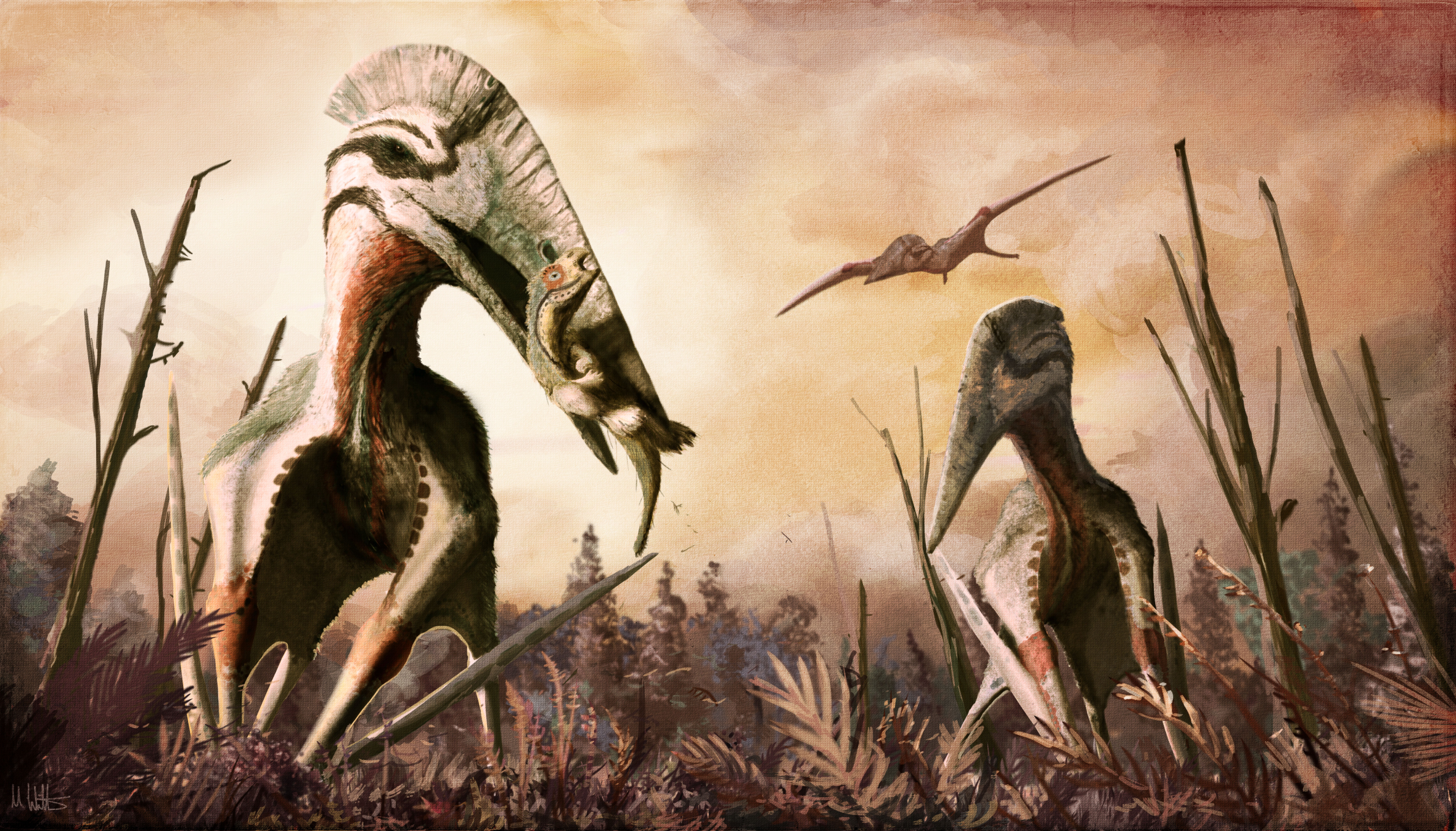
Ricostruzione di un gruppo di Hatzegopteryx sp. mentre cacciano un Zalmoxes

Come tutti gli pterosauri azhdarchidi, l'Hatzegopteryx era probabilmente un predatore generalista che si nutriva a terra. Grazie alle sue enormi dimensioni, al suo habitat dominato da dinosauri nani insulari e all'assenza di grandi teropodi carnivori, è alquanto probabile che l'Hatzegopteryx fosse il superpredatore all'apice della catena alimentare dell'isola di Haţeg. Difatti l'anatomia robusta di Hatzegopteryx suggerisce che si sarebbe potuto benissimo nutrire di prede molto più grandi rispetto agli altri azhdarchidi, compresi animali troppo grandi per essere ingoiati interi, in modo molto simile ad alcune cicogne moderne (in particolare il marabù e lo jabiru), che sono noti per attaccare e uccidere prede di grandi dimensioni, come fenicotteri e i loro cuccioli, con il becco. Al contrario, gli altri azhdarchidi giganti dal becco e dal collo più sottile come l'Arambourgiania e il Quetzalcoatlus, probabilmente si nutrivano di prede più piccole (fino alle dimensioni di un essere umano), tra cui cuccioli e neonati di dinosauri. Anche un altro pterosauro, il Thalassodromeus, potrebbe aver avuto uno stile predatorio rapace.

### Habitat
Senza teropodi predatori sull'isola, l'Hatzegopteryx poteva contare su una vasta gamma di prede. Difatti la maggior parte dei dinosauri dell'isola sono affetti da nanismo insulare, il che li rendeva facili da cacciare. L'isola era abitata anche da altri pterosauri azhdarchidi più piccoli come l'Eurazhdarcho, con un'apertura alare di 3 metri (9,8 piedi), un altro azhdarchide dal collo corto ancora anonimo, con un'apertura alare di 3,5-4 metri (11-13 piedi), un azhdarchide po' più grande anch'esso anonimo, con un'apertura alare di 5 metri (16 piedi) e apparentemente anche piccoli pteranodontidi. Tra la fauna terricola dell'isola vi erano il piccolo avialae o dromaeosauride Balaur, dotato di due artigli a falce su ogni piede. L'ecosistema conteneva anche una serie di dinosauri nani insulari, come il titanosauro Magyarosaurus, il hadrosauride Telmatosaurus e l'iguanodonte Zalmoxes, e il nodosauro Struthiosaurus. Sull'isola risiedevano anche tre generi di alvarezsauridi: Bradycneme, Elopteryx e Heptasteornis. Sono stati rinvenuti anche resti di coccodrilli, appartenenti ai generi Allodaposuchus, Doratodon e Acynodon. Non mancavano anche piccoli mammiferi come i multituberculata Kogaionon, Barbatodon e Hainina. Tra i rettili che abitavano l'isola vi erano anche la lucertola teiide Bicuspidon e il paramacellodide Becklesius; un anonimo serpente madtsoiide e i lissamphibia Albanerpeton, Eodiscoglossus e Paradiscoglossus.
Durante il Maastrichtiano, l'Europa era un arcipelago. Tutti i membri dell'ecosistema dell'Isola di Haţeg vissero su una massa conosciuta come Tisia–Dacia Block, di cui il bacino di Haţeg era solo una piccola parte. Questa massa è di circa 80.000 chilometri quadrati (31.000 mi m²), ed è stata separata dagli altri continenti da un oceano profondo, che si estendeva di 200-300 km (120-190 mi) in tutte le direzioni. Essendo situata a 27° N, l'isola era equatoriale; tuttavia, il clima era più subtropicale che tropicale, con stagioni secche e umide distinte, e una temperatura media di circa 25 °C (77 °F). L'ambiente, probabilmente, consisteva in varie pianure alluvionali, zone umide e corsi d'acqua,, circondati da folti boschi dominati da felci e angiosperme. Il paleosuolo indica un clima relativamente secco, con una precipitazione annuale di meno di 1000 mm (39 pollici) di pioggia.

## Nella cultura di massa
L'Hatzegopteryx è uno pterosauro abbastanza noto, grazie alle sue grandi dimensioni e al suo essere il predatore alfa sull'Isola di Haţeg, deve inoltre la sua fama grazie al documentario Il pianeta preistorico (2022-2023), dove nell'ultima puntata della prima stagione, da la caccia a dei piccoli Zalmoxes, nella prima puntata della seconda invece, un gruppo di questi pterosauri da la caccia a dei Tethyshadros, uccidendo un cucciolo, alla fine della prima puntata un maschio corteggerà una femmina e farà una lotta con un maschio rivale. Nella serie l'Hatzegopteryx viene ritratto quasi come una giraffa, animale con il quale aveva la stessa altezza.